# Об'єднаний корпус швидкого реагування
Об'єднаний корпус швидкого реагування (Allied Rapid Reaction Corps, ARRC) — це штаб-квартира (сухопутних) сил підвищеної готовності Організації Північноатлантичного договору (НАТО), готових до розгортання у всьому світі впродовж п'яти—тридцяти днів.

## Історія
ARRC був створений 2 жовтня 1992 року в Білефельді на основі колишнього британського I корпусу. Спочатку він був створений як сухопутні сили швидкого реагування (у розмірі корпусу) в рамках концепції сил реагування, створеної після закінчення Холодної війни з метою передислокувати і посилити Об'єднане командування у Європі (ACE) і проводити Петерсберзькі місії поза територією НАТО. Першим командувачем, призначеним в 1992 році, став генерал сер Джеремі Маккензі.
З 1994 року сили ARRC перебували на території військового комплексу Райндален (Німеччина). Об'єднаний корпус командував першим в історії НАТО розгортанням сухопутних військ в рамках операції ІФОР в Боснії в 1995–1996 роках і знову був розгорнений як штаб-квартира командувача сухопутних військ під час війни в Косово в 1999 році.
З 2002 року штаб-квартира (з штаб-квартирами п'яти інших корпусів інших країн НАТО) була визначена як штаб-квартира (сухопутних) сил підвищеної готовності з більш широкою місією. Штаб-квартира корпусу перебуває під оперативним командуванням Верховного головнокомандувача ОЗС НАТО в Європі (SACEUR). При отриманні наказу від SACEUR сили з країн-учасниць переходять під його оперативне командування на час оперативного розгортання.
Хоча корпусом командує генерал-лейтенант британської армії, сам корпус вже не є чисто британським формуванням. Велика Британія забезпечує близько 80% фінансування і 60% персоналу для штаб-квартири. Решту надають інші 16 країн-партнерів.
4 травня 2006 року ARRC прийняв командування Міжнародними силами сприяння безпеці в Афганістані. У 2010 році штаб-квартира корпусу переїхала з Райндалену до Глостеру (Англія), а у 2011 році була розгорнена в Афганістані для підтримки Об'єднаного командування МССБ.

## Структура
Станом на 2012 рік, структура штаб-квартири ARRC виглядала таким чином:
- Командувач (Велика Британія);
- Заступник командувача (Італія);
- Начальник штабу (Велика Британія);

- Координаційний осередок повітряно-сухопутних операцій (Німеччина);
- Центральні штаби (Данія);
- Інженерна та невійськова підтримка (Велика Британія);
- Допомога у тренуванні та забезпеченні безпеки військ (Велика Британія);
- Спільні підрозділи зі стрільби та впливу (Велика Британія);
- Операції (США);
- Персонал і логістика (Велика Британія);
- Командувальні інформаційні системи (Велика Британія);

- Розвідка і безпека ARRC (Велика Британія);

- Повноважне командування ARRC (Німеччина).

Інфраструктура та комунікації для розгортання штаб-квартири ARRC забезпечується 22-ю бригадою зв'язку відповідно до концепції Army 2020.

## Командувачі
Командувачами корпусу були:
- 1992–1994: генерал-лейтенант Джеремі Маккензі
- 1994–1997: генерал-лейтенант Майкл Вокер
- 1997–2000: генерал-лейтенант Майк Джексон
- 2000–2002: генерал-лейтенант Крістофер Друрі
- 2002–2005: генерал-лейтенант Річард Даннатт
- 2005–2007: генерал-лейтенант Девід Річардс
- 2007–2011: генерал-лейтенант Річард Ширрефф
- 2011–2013: генерал-лейтенант Джеймс Бакнелл
- з 2013: генерал-лейтенант Тімоті Еванс